# Кенозерское сельское поселение
Кенозерское сельское поселение или муниципальное образование «Кенозерское» — упразднённое муниципальное образование со статусом сельского поселения в Плесецком муниципальном районе Архангельской области Российской Федерации.
Соответствовало административно-территориальным единицам в Плесецком районе — Кенозерскому сельсовету и Почезерскому сельсовету.
Административный центр — деревня Вершинино.
Законом Архангельской области от 26 апреля 2021 года № 412-25-ОЗ с 1 июня 2021 года упразднено в связи с преобразованием Плесецкого муниципального района в муниципальный округ.

## География
Кенозерское сельское поселение находится на юго-западе Плесецкого района Архангельской области. На территории поселения выделяются озёра Кенозеро, Почозеро, Долгое, Свиное, Кумбасозеро, Волоцкое, Токшозеро и реки Кена, Ундоша, Поча, Гузеньга, Токша, Волошова, Винела.

## История
Муниципальное образование было образовано в 2006 году.
1 июня 2016 года (Законом Архангельской области от 25 марта 2016 года № 403-24-ОЗ), Почезерское сельское поселение было упразднено в влито в состав Кенозерского сельского поселения с административным центром в деревне Вершинино.
Во второй половине XIX века из Кенозерской волости выделилась Климовская волость (западная часть южного Кенозера). Вершининская волость была переименована в Захаровскую. Декретом ВЦИК от 18 сентября 1922 года Олонецкая губерния была упразднена и разделена. Боярская, Бережно-Дубровская, Красновская, Почезерская, Карякинская и Захаровская волости Пудожского уезда перешли в состав Каргопольского уезда Вологодской губернии.
В 1924 году территория Кенозерья была объединена в составе одной Кенозерской волости. В Кенозерской волости в 1924 году было создано три сельсовета: Кумбас-Озерский, Ряпусовский и Климовский, в 1927 году — Рыжковский с/с, в 1929 году — Пёршлахтинский с/с. Все кенозерские сельсоветы оказались в составе Приозёрного района, центром которого было село Конёво.
В 1958 году Кумбасозерский сельсовет был упразднён и вошёл в состав Рыжковского сельсовета.
В 1960 году Першлахтский сельсовет вошёл в состав Кенорецкого сельсовета, а все остальные сельсоветы — в состав Кенозерского сельсовета.
В 1963—1965 годах Кенозерский и Кенорецкий сельсоветы входили в состав Каргопольского сельского района.

## Население
| \| 2005[11] \| 2010[12] \| 2011[13] \| 2012[14] \| 2013[15] \| 2014[16] \| 2015[17] \| \| -------- \| -------- \| -------- \| -------- \| -------- \| -------- \| -------- \| \| 1615 \| ↘1204 \| ↗1215 \| ↘1125 \| ↘1082 \| ↘1021 \| ↘942 \| \| 2016[18] \| 2017[19] \| 2018[20] \| 2019[21] \| 2020[22] \| 2021[2] \| \| \| ↘900 \| ↗1255 \| ↘1214 \| ↘1137 \| ↘1086 \| ↘1048 \| \| 500 1000 1500 2000 2011 2016 2021 |       |       |       |       |       |      |
| 2005 | 2010  | 2011  | 2012  | 2013  | 2014  | 2015 |
| 1615 | ↘1204 | ↗1215 | ↘1125 | ↘1082 | ↘1021 | ↘942 |
| 2016 | 2017  | 2018  | 2019  | 2020  | 2021  |      |
| ↘900 | ↗1255 | ↘1214 | ↘1137 | ↘1086 | ↘1048 |      |

## Состав сельского поселения
В состав сельского поселения входят 36 населённых пунктов
| №  | Населённый пункт   | Тип населённого пункта          | Население |
| -- | ------------------ | ------------------------------- | --------- |
| 1  | Бухалово           | деревня                         | ↗10       |
| 2  | Вершинино          | деревня, административный центр | ↗192      |
| 3  | Горбачиха          | деревня                         | ↗4        |
| 4  | Горы               | деревня                         | ↗156      |
| 5  | Дедова Горка       | деревня                         | →0        |
| 6  | Емельяновская      | деревня                         | ↗1        |
| 7  | Ершово             | деревня                         | →1        |
| 8  | Захарова           | деревня                         | →0        |
| 9  | Зехнова            | деревня                         | →12       |
| 10 | Карпова            | деревня                         | ↘2        |
| 11 | Качикова Горка     | деревня                         | ↘9        |
| 12 | Косицына           | деревня                         | ↘10       |
| 13 | Кузьминка          | деревня                         | ↗48       |
| 14 | Майлахта           | деревня                         | ↗2        |
| 15 | Минина             | деревня                         | ↗12       |
| 16 | Мыза               | деревня                         | ↘0        |
| 17 | Нижнее Устье       | деревня                         | ↗528      |
| 18 | Першинская         | деревня                         | ↘1        |
| 19 | Печихина           | деревня                         | ↗1        |
| 20 | Погост             | деревня                         | ↗94       |
| 21 | Поча               | посёлок                         | ↗539      |
| 22 | Преснецовская      | деревня                         | →7        |
| 23 | Рыжково            | деревня                         | ↘8        |
| 24 | Ряпусовский Погост | деревня                         | →0        |
| 25 | Семеново           | деревня                         | ↗5        |
| 26 | Сивцева            | деревня                         | →0        |
| 27 | Спицына            | деревня                         | ↗3        |
| 28 | Строева Горка      | деревня                         | →0        |
| 29 | Сысова             | деревня                         | ↗4        |
| 30 | Тамбич-Лахта       | деревня                         | →0        |
| 31 | Телицына           | деревня                         | →0        |
| 32 | Тырышкино          | деревня                         | ↘2        |
| 33 | Усть-Поча          | посёлок                         | ↗308      |
| 34 | Федосова           | деревня                         | ↗1        |
| 35 | Филипповская       | деревня                         | →0        |
| 36 | Шишкина            | деревня                         | ↗56       |

## Карты
- Топографическая карта P-37-65,66_ Поча